# بانکوما
بانکوما شهری در شهرستان کوکا در استان بانوا در بورکینافاسوی غربی است و جمعیت آن ۳,۳۴۹ نفر است.